# Leptoteratura sharovi
Leptoteratura sharovi är en insektsart som beskrevs av Andrej Vasiljevitj Gorochov 1993. Leptoteratura sharovi ingår i släktet Leptoteratura och familjen vårtbitare. Inga underarter finns listade i Catalogue of Life.